# Vitaminmangel
Dette er en beskrivelse af, hvordan vitaminmangel påvirker opdelt på de forskellige vitaminer.

## A (Karotin, provitamin)
Vitamin A påvirker celledannelse mere specifikt dannelse af epitelceller i hud og slimhinder (tarm, kønsveje, luftveje, spytkirtler), knoglevækst og ømløbning. Ved mangel forekommer abort, tilbageholdt efterbyrd eller alt for tidlig kælvning.

## D
Vitamin D indgår i C- og P-omsætning. Mangel herpå giver stivsyge eller kælvningsfeber. Vitaminet dannes normalt i kroppen ved sollysbestråling.

## E
Vitamin E beskytter cellerne mod destruktion. Hvis der er mangel på vitamin E forekommer der frugtbarhedsproblemer og tilbageholdt efterbyrd.

## K
Vitamin K har betydning for blodets evne til at størkne. Mangel herpå giver lav koncentration af koagulationsfaktorerne i blodet samt blødningsstendens.

## B (flere forskellige)
Vitamin B danner coenzymer i stofskiftet. Ved mangel kommer der forstyrrelse i organismen og vitaminet skal derfor tilføres løbende. B12 kan lageres i leveren og andre væv.

## H
Vitamin H er nødvendig for omdannelse af pyruvat til oxalacetat. En mangel på denne vitamin giver appetitløshed, kvalme, utilpashed, hudforandring og hårtab og skal derfor tilføres løbende.